# 로디온 셰드린
로디온 콘스탄티노비치 셰드린(러시아어: Родион Константинович Щедрин 로디온 콘스탄티노비치 셰드린[*], 1932년 12월 16일 ~ )은 러시아의 작곡가이다.

## 인물 정보
셰드린은 모스크바에서 태어났다. 그의 아버지는 작곡가이자 음악 이론의 교사였다. 모스크바 합창 학교와 모스크바 음악원에 다녔고 1958년에 유명한 발레리나 마이야 플리세츠카야와 결혼했다.

## 작품

### 오페라
- 혼자가 아니야

### 발레
- 카르멘 모음곡